# 愛得更多…
《愛得更多…》（もっと…）是日本的女歌手西野加奈的第7張單曲，在2009年10月21日由SME Records Inc.發售。

## 概要
- 「愛得更多…」是Recochoku的電視廣告歌曲，亦是日本電視台連續劇《探偵M》主題歌。
- 此單曲只有「CD ONLY」1個版本。
- 在11月2日於公信榜單曲週排行榜取得第6位，成為西野加奈出道以來第1張公信榜每周銷量排名10名以內的單曲。
- 在10月20日、11月3日於RIAJ付費音樂下載榜週排行榜取得第1位，成為西野加奈出道以來第1張RIAJ付費音樂下載榜每周銷量排名第一的單曲。
- 此外，此單曲於RIAJ數位單曲，手機片段下載和全曲下載拿下三白金（75萬）和雙白金（50萬）銷量

## 收錄內容
1. 愛得更多…
（作詞：Kana Nishino 作曲・編曲：GIORGIO CANCEMI）
2. missing you
（作詞：Kana Nishino, Sakura Leon 作曲・編曲：Kotaro Egami (SUPA LOVE)）
3. Dear My Friends
（作詞：Kana Nishino 作曲：Susumu Kawai 編曲：eighteen degrees.）